# Pachycondyla barbata
Pachycondyla barbata is een mierensoort uit de onderfamilie van de Ponerinae. De wetenschappelijke naam van de soort is voor het eerst geldig gepubliceerd in 1911 door Stitz.